# ГАЕС Blenheim-Gilboa
ГАЕС Blenheim-Gilboa — гідроакумулювальна електростанція у штаті Нью-Йорк (Сполучені Штати Америки).
Нижній резервуар створили на Scholarie Creek, правій притоці річки Могок, котра, своєю чергою, є правою притокою Гудзону (дренує східну сторону Аппалачів та через протоку Те-Нарроус впадає в бухту Лоуер-Бей Атлантичного океану). Для цього звели кам'яно-накидну греблю висотою 30 метрів та довжиною 549 метрів, яка утримує водосховище з площею поверхні 1,7 км2 та об'ємом 19,9 млн м3. З урахуванням припустимого коливання рівня в операційному режимі між позначками 262 та 274 метри НРМ корисний об'єм становить 15,3 млн3.
Верхній резервуар створений на висотах правобережжя Scholarie Creek за допомогою земляної/кам'яно-накидної дамби висотою 34 метри, довжиною 3600 метрів та шириною по гребеню 9 метрів. Ця водойма з площею поверхні 1,6 км2 та об'ємом 23,2 млн м3 має припустиме коливання рівня між позначками 596 та 611 метрів НРМ, що забезпечує корисний об'єм у 18,6 млн м3.
З верхнього резервуара через напірну шахту завглибшки 318 метрів з діаметром 8,5 метра, тунель довжиною 0,3 км та чотири водоводи довжиною по 0,6 км з діаметром по 3,7 метра ресурс потрапляє до напівзаглибленого машинного залу. Тут встановлено чотири оборотні турбіни типу Френсіс потужністю по 290 МВт, які використовують напір від 322 до 348 метрів. У період 2007—2016 років ГАЕС виробляла 375 млн кВт·год електроенергії на рік, для чого споживала 540 млн кВт·год.